# USS Farragut (DD-348)
DD 348 Farragut (Корабль Соединённых Штатов «Фаррагут») — американский эсминец типа «Фаррагут», головной в серии. Назван в честь Дэвида Глазго Фаррагута.
Заложен на верфи компании Bethlehem Steel (Quincy, Массачусетс) 20 сентября 1932 года. Заводской номер: 1448. Спущен на воду 15 марта 1934 года, вступил в строй 18 июня 1934 года.
Участник сражений Тихоокеанского театра Второй мировой войны. Участвовал в ликвидации японской подводной лодки I-31 12 мая 1943 года.
Выведен в резерв 23 октября 1945 года. Из ВМС США исключён 28 января 1947 года. Продан 14 августа 1947 года и разобран на слом.